# Lista över kvinnliga regeringschefer

Kartan visar länder som har haft kvinnlig stats- eller regeringschef, exklusive monarker.

Detta är en lista över kvinnor som har blivit valda eller utsedd till regeringschef i sina respektive länder.
Evhenia Bosch var folkkommissarie för Ukraina 1917–1918 och därmed formellt sovjetrepublikens statschef. Hon har därför ibland kallats världens första kvinnliga regeringschef. Sovjetstaten Ukraina var dock bara en stat på papperet och inte en egen nation vid denna tidpunkt. Det fanns ytterligare ett antal kvinnor som tjänstgjorde som formella statschefer i ett antal sovjetrepubliker, men dessa räknas inte som statschefer i praktiken eftersom sovjetrepublikerna inte var egna nationer. Khertek Anchimaa-Toka var statschef i den sovjetiska lydstaten Folkrepubliken Tuva 1940-1944, innan denna även formellt inlemmades i Sovjet. Süchbaataryn Jandzjmaa blev 1953 ställföreträdande statschef i Folkrepubliken Mongoliet. 
Världens första valda kvinnliga regeringschef (premiärminister) var Sirimavo Bandaranaike, som valdes till premiärminister på Sri Lanka år 1960. Den första kvinnliga regeringschefen i Europa var Margaret Thatcher, som blev Storbritanniens premiärminister 1979. 
Benazir Bhutto blev den första kvinnliga regeringschefen i ett muslimskt land när hon blev premiärminister i Pakistan 1988 (hon blev också den första kvinnliga regeringschefen som födde barn under sin tid i ämbetet).
Världens första kvinnliga president var Isabel Perón, som blev Argentinas president 1974. Hon blev president i sin egenskap av vice president mitt under en mandatperiod och blev därför inte vald. Den första valda kvinnliga presidenten var Vigdís Finnbogadóttir, som valdes till Islands president 1980.
Sri Lanka blev 1994 det första landet i världen att ha en kvinna som både (icke kunglig) statschef och regeringschef samtidigt, då Chandrika Kumaratunga var president och Sirimavo Bandaranaike premiärminister samtidigt. Mary McAleese efterträdde 1997 Mary Robinson som Irlands president och blev därmed den första kvinna att efterträda en annan kvinna som president. När Beata Szydło år 2015 efterträdde Ewa Kopacz som Polens premiärminister, var det första gången en kvinna efterträdde en annan kvinna som regeringschef. 

## Lista över kvinnliga stats- och regeringschefer
- Kursiv stil betecknar en tillförordnad regeringschef och stater som är de facto (med begränsat till inget internationellt erkännande).

| Namn                               | Bild | Stat                         | Titel                                 | Start på mandatperiod | Slut på mandatperiod | Längd på mandatperiod |
| ---------------------------------- | ---- | ---------------------------- | ------------------------------------- | --------------------- | -------------------- | --------------------- |
| Sirimavo Bandaranaike              |      | Sri Lanka                    | Premiärminister                       | 1960-07-21            | 1965-03-27           | 4 år och 249 dagar    |
| Indira Gandhi                      |      | Indien                       | Premiärminister                       | 1966-01-24            | 1977-04-24           | 11 år och 90 dagar    |
| Golda Meir                         |      | Israel                       | Premiärminister                       | 1969-03-17            | 1974-06-03           | 5 år och 78 dagar     |
| Sirimavo Bandaranaike              |      | Sri Lanka                    | Premiärminister                       | 1970-05-29            | 1977-07-23           | 7 år och 55 dagar     |
| Elisabeth Domitien                 |      | Centralafrikanska republiken | Premiärminister                       | 1975-01-02            | 1976-04-07           | 1 år och 96 dagar     |
| Margaret Thatcher                  |      | Storbritannien               | Premiärminister                       | 1979-05-04            | 1990-11-28           | 11 år och 208 dagar   |
| Maria de Lourdes Pintasilgo        |      | Portugal                     | Premiärminister                       | 1979-07-01            | 1980-01-03           | 0 år och 186 dagar    |
| Indira Gandhi                      |      | Indien                       | Premiärminister                       | 1980-01-15            | 1984-10-31           | 4 år och 290 dagar    |
| Dame Eugenia Charles               |      | Dominica                     | Premiärminister                       | 1980-07-21            | 1995-06-14           | 14 år och 328 dagar   |
| Gro Harlem Brundtland              |      | Norge                        | Statsminister                         | 1981-02-04            | 1981-10-14           | 0 år och 252 dagar    |
| Milka Planinc                      |      | Jugoslavien                  | Premiärminister                       | 1982-05-16            | 1986-05-15           | 3 år och 364 dagar    |
| Gro Harlem Brundtland              |      | Norge                        | Statsminister                         | 1986-05-09            | 1989-10-16           | 3 år och 160 dagar    |
| Benazir Bhutto                     |      | Pakistan                     | Premiärminister                       | 1988-12-02            | 1990-07-06           | 1 år och 216 dagar    |
| Kazimira Prunskienė                |      | Litauen                      | Premiärminister                       | 1990-03-17            | 1991-01-10           | 0 år och 299 dagar    |
| Gro Harlem Brundtland              |      | Norge                        | Statsminister                         | 1990-11-03            | 1996-10-25           | 5 år och 357 dagar    |
| Khaleda Zia                        |      | Bangladesh                   | Premiärminister                       | 1991-02-27            | 1996-03-30           | 5 år och 32 dagar     |
| Édith Cresson                      |      | Frankrike                    | Premiärminister                       | 1991-05-15            | 1992-04-02           | 0 år och 323 dagar    |
| Hanna Suchocka                     |      | Polen                        | Premiärminister                       | 1992-07-11            | 1993-10-25           | 1 år och 106 dagar    |
| Tansu Çiller                       |      | Turkiet                      | Premiärminister                       | 1993-06-13            | 1996-03-06           | 2 år och 267 dagar    |
| Kim Campbell                       |      | Kanada                       | Premiärminister                       | 1993-06-25            | 1993-11-04           | 0 år och 132 dagar    |
| Sylvie Kinigi                      |      | Burundi                      | Premiärminister                       | 1993-07-10            | 1993-10-27           | 0 år och 109 dagar    |
| Agathe Uwilingiyimana              |      | Rwanda                       | Premiärminister                       | 1993-07-18            | 1994-04-07           | 0 år och 263 dagar    |
| Benazir Bhutto                     |      | Pakistan                     | Premiärminister                       | 1993-10-19            | 1996-11-05           | 3 år och 17 dagar     |
| Chandrika Bandaranaike Kumaratunga |      | Sri Lanka                    | Premiärminister                       | 1994-08-19            | 1994-11-12           | 0 år och 85 dagar     |
| Reneta Indzhova                    |      | Bulgarien                    | Tillförordnad premiärminister         | 1994-10-17            | 1995-01-25           | 0 år och 100 dagar    |
| Chandrika Bandaranaike Kumaratunga |      | Sri Lanka                    | Premiärminister                       | 1994-11-12            | 2005-11-19           | 11 år och 7 dagar     |
| Claudette Werleigh                 |      | Haiti                        | Premiärminister                       | 1995-11-07            | 1996-02-27           | 0 år och 112 dagar    |
| Sheikh Hasina                      |      | Bangladesh                   | Premiärminister                       | 1996-06-12            | 2001-07-15           | 5 år och 33 dagar     |
| Janet Jagan                        |      | Guyana                       | Premiärminister                       | 1997-12-19            | 1999-11-11           | 1 år och 327 dagar    |
| Jenny Shipley                      |      | Nya Zeeland                  | Premiärminister                       | 1997-12-05            | 1999-12-05           | 2 år och 0 dagar      |
| Anne Enger Lahnstein               |      | Norge                        | Tillförordnad Statsminister           | 1998-08-30            | 1998-09-23           | 0 år och 24 dagar     |
| Irena Degutienė                    |      | Litauen                      | Tillförordnad premiärminister         | 1999-05-04            | 1999-05-18           | 0 år och 14 dagar     |
| Nyam-Osoryn Tuyaa                  |      | Mongoliet                    | Tillförordnad premiärminister         | 1999-07-22            | 1999-07-30           | 0 år och 8 dagar      |
| Irena Degutienė                    |      | Litauen                      | Tillförordnad premiärminister         | 1999-10-27            | 1999-11-03           | 0 år och 7 dagar      |
| Helen Clark                        |      | Nya Zeeland                  | Premiärminister                       | 1999-12-05            | 2008-11-19           | 8 år och 350 dagar    |
| Mame Madior Boye                   |      | Senegal                      | Premiärminister                       | 2001-03-03            | 2002-11-04           | 1 år och 246 dagar    |
| Khaleda Zia                        |      | Bangladesh                   | Premiärminister                       | 2001-10-01            | 2006-10-29           | 5 år och 28 dagar     |
| Chang Sang                         |      | Sydkorea                     | Tillförordnad premiärminister         | 2002-07-11            | 2002-07-31           | 0 år och 20 dagar     |
| Maria das Neves                    |      | São Tomé och Príncipe        | Premiärminister                       | 2002-10-03            | 2004-09-18           | 1 år och 351 dagar    |
| Anneli Jäätteenmäki                |      | Finland                      | Statsminister                         | 2003-04-17            | 2003-06-24           | 0 år och 68 dagar     |
| Beatriz Merino                     |      | Peru                         | President of the Council of Ministers | 2003-06-28            | 2003-12-15           | 0 år och 170 dagar    |
| Luísa Diogo                        |      | Moçambique                   | Premiärminister                       | 2004-02-17            | 2010-01-16           | 5 år och 333 dagar    |
| Radmila Šekerinska                 |      | Makedonien                   | Tillförordnad premiärminister         | 2004-05-12            | 2004-06-12           | 0 år och 31 dagar     |
| Radmila Šekerinska                 |      | Makedonien                   | Tillförordnad premiärminister         | 2004-11-03            | 2004-12-15           | 0 år och 42 dagar     |
| Yulia Tymoshenko                   |      | Ukraina                      | Premiärminister                       | 2005-01-24            | 2005-09-06           | 0 år och 225 dagar    |
| Cynthia Pratt                      |      | Bahamas                      | Tillförordnad premiärminister         | 2005-05-04            | 2005-06-22           | 0 år och 32 dagar     |
| Maria do Carmo Silveira            |      | São Tomé och Príncipe        | Premiärminister                       | 2005-06-08            | 2006-04-21           | 0 år och 317 dagar    |
| Angela Merkel                      |      | Tyskland                     | Kansler                               | 2005-11-22            | 2021-12-08           | 16 år och 16 dagar    |
| Portia Simpson-Miller              |      | Jamaica                      | Premiärminister                       | 2006-03-30            | 2007-09-11           | 1 år och 165 dagar    |
| Han Myeong-sook                    |      | Sydkorea                     | Premiärminister                       | 2006-04-19&           | 2007-03-07           | 0 år och 322 dagar    |
| Yulia Tymoshenko                   |      | Ukraina                      | Premiärminister                       | 2007-12-18&           | 2010-03-03           | 2 år och 75 dagar     |
| Zinaida Greceanîi                  |      | Moldavien                    | Premiärminister                       | 2008-03-31            | 2009-09-14           | 1 år och 167 dagar    |
| Michèle Pierre-Louis               |      | Haiti                        | Premiärminister                       | 2008-09-05            | 2009-11-11           | 1 år och 67 dagar     |
| Sheikh Hasina                      |      | Bangladesh                   | Premiärminister                       | 2009-01-06            | Nuvarande            | 16 år och 54 dagar    |
| Jóhanna Sigurðardóttir             |      | Island                       | Statsminister                         | 2009-02-01            | 2013-05-23           | 4 år och 111 dagar    |
| Jadranka Kosor                     |      | Kroatien                     | Premiärminister                       | 2009-07-06            | 2011-12-23           | 2 år och 170 dagar    |
| Cécile Manorohanta                 |      | Madagaskar                   | Tillförordnad premiärminister         | 2009-12-18            | 2009-12-20           | 0 år och 2 dagar      |
| Kamla Persad-Bissessar             |      | Trinidad och Tobago          | Premiärminister                       | 2010-05-26            | 2015-09-09           | 5 år och 106 dagar    |
| Mari Kiviniemi                     |      | Finland                      | Statsminister                         | 2010-06-22            | 2011-06-22           | 1 år och 0 dagar      |
| Julia Gillard                      |      | Australien                   | Premiärminister                       | 2010-06-24            | 2013-06-27           | 3 år och 3 dagar      |
| Iveta Radičová                     |      | Slovakien                    | Premiärminister                       | 2010-07-08            | 2012-04-04           | 1 år och 271 dagar    |
| Rosario Fernández                  |      | Peru                         | President of the Council of Ministers | 2011-03-19            | 2011-07-28           | 0 år och 131 dagar    |
| Cissé Mariam Kaïdama Sidibé        |      | Mali                         | Premiärminister                       | 2011-04-03            | 2012-03-22           | 0 år och 354 dagar    |
| Yingluck Shinawatra                |      | Thailand                     | Premiärminister                       | 2011-07-03            | 2014-05-07           | 2 år och 308 dagar    |
| Helle Thorning-Schmidt             |      | Danmark                      | Statsminister                         | 2011-10-03            | 2015-06-28           | 3 år och 268 dagar    |
| Portia Simpson-Miller              |      | Jamaica                      | Premiärminister                       | 2012-01-05            | 2016-03-03           | 4 år och 58 dagar     |
| Adiato Djaló Nandigna              |      | Guinea-Bissau                | Tillförordnad premiärminister         | 2012-02-10            | 2012-4-12            | 0 år och 62 dagar     |
| Alenka Bratušek                    |      | Slovenien                    | Premiärminister                       | 2013-03-20            | 2014-09-18           | 1 år och 182 dagar    |
| Sibel Siber                        |      | Nordcypern                   | Premiärminister                       | 2013-06-13            | 2013-09-02           | 0 år och 81 dagar     |
| Tatiana Turanskaya                 |      | Transnistrien                | Premiärminister                       | 2013-06-10            | 2015-10-13           | 2 år och 125 dagar    |
| Aminata Touré                      |      | Senegal                      | Premiärminister                       | 2013-09-01            | 2014-07-08           | 0 år och 310 dagar    |
| Erna Solberg                       |      | Norge                        | Statsminister                         | 2013-10-16            | 2021-10-14           | 7 år och 363 dagar    |
| Laimdota Straujuma                 |      | Lettland                     | Premiärminister                       | 2014-01-22            | 2016-02-11           | 2 år och 20 dagar     |
| Ana Jara                           |      | Peru                         | President of the Council of Ministers | 2014-07-22            | 2015-04-02           | 0 år och 254 dagar    |
| Ewa Kopacz                         |      | Polen                        | Premiärminister                       | 2014-09-22            | 2015-11-16           | 1 år och 55 dagar     |
| Florence Duperval Guillaume        |      | Haiti                        | Tillförordnad premiärminister         | 2014-12-20            | 2015-01-16           | 0 år och 27 dagar     |
| Saara Kuugongelwa                  |      | Namibia                      | Premiärminister                       | 2015-03-21            | Nuvarande            | 9 år och 345 dagar    |
| Natalia Gherman                    |      | Moldavien                    | Tillförordnad premiärminister         | 2015-06-22            | 2015-07-30           | 0 år och 38 dagar     |
| Vassiliki Thanou                   |      | Grekland                     | Tillförordnad premiärminister         | 2015-08-27            | 2015-09-21           | 0 år och 25 dagar     |
| Maya Parnas                        |      | Transnistrien                | Tillförordnad premiärminister         | 2015-10-13            | 2015-11-30           | 0 år och 48 dagar     |
| Bidhya Devi Bhandari               |      | Nepal                        | President                             | 2015-10-29            | Nuvarande            | 9 år och 123 dagar    |
| Beata Szydło                       |      | Polen                        | Premiärminister                       | 2015-11-16            | 2017-12-11           | 2 år och 25 dagar     |
| Tatiana Turanskaya                 |      | Transnistrien                | Premiärminister                       | 2015-11-30            | 2015-12-02           | 0 år och 2 dagar      |
| Maya Parnas                        |      | Transnistrien                | Tillförordnad premiärminister         | 2015-12-02            | 2015-12-23           | 0 år och 21 dagar     |
| Hilda Heine                        |      | Marshallöarna                | President                             | 2016-01-26            | 2020-01-13           | 3 år och 350 dagar    |
| Aung San Suu Kyi                   |      | Myanmar                      | Statskansler                          | 2016-04-06            | 2021-02-01           | 4 år och 301 dagar    |
| Tsai Ing-wen                       |      | Taiwan                       | President                             | 2016-05-20            | Nuvarande            | 9 år och 44 dagar     |
| Doris Bures                        |      | Österrike                    | Tillförordnad förbundspresident       | 2016-07-08            | 2017-01-26           | 0 år och 202 dagar    |
| Theresa May                        |      | Storbritannien               | Premiärminister                       | 2016-07-13            | 2019-07-24           | 3 år och 11 dagar     |
| Kersti Kaljulaid                   |      | Estland                      | President                             | 2016-10-10            | 2021-10-11           | 5 år och 1 dag        |
| Ana Brnabić                        |      | Serbien                      | Premiärminister                       | 2017-06-29            | Nuvarande            | 7 år och 245 dagar    |
| Halimah Yacob                      |      | Singapore                    | President                             | 2017-09-14            | Nuvarande            | 7 år och 168 dagar    |
| Jacinda Ardern                     |      | Nya Zeeland                  | Premiärminister                       | 2017-10-26            | 2023-01-25           | 7 år och 126 dagar    |
| Katrín Jakobsdóttir                |      | Island                       | Statsminister                         | 2017-11-30            | Nuvarande            | 7 år och 91 dagar     |
| Viorica Dăncilă                    |      | Rumänien                     | Premiärminister                       | 2018-01-29            | 2019-11-04           | 1 år och 279 dagar    |
| Paula-Mae Weekes                   |      | Trinidad och Tobago          | President                             | 2018-03-19            | Nuvarande            | 6 år och 347 dagar    |
| Mia Mottley                        |      | Barbados                     | Premiärminister                       | 2018-05-25            | Nuvarande            | 6 år och 280 dagar    |
| Đặng Thị Ngọc Thịnh                |      | Vietnam                      | Tillförordnad president               | 2018-09-21            | 2018-10-23           | 0 år och 32 dagar     |
| Sahle-Work Zewde                   |      | Etiopien                     | President                             | 2018-10-25            | 2024-10-07           | 5 år och 348 dagar    |
| Salomé Zurabisjvili                |      | Georgien                     | President                             | 2018-12-16            | Nuvarande            | 6 år och 75 dagar     |
| Brigitte Bierlein                  |      | Österrike                    | Förbundskansler                       | 2019-06-03            | 2020-01-07           | 0 år och 218 dagar    |
| Maia Sandu                         |      | Moldavien                    | Premiärminister                       | 2019-06-08            | 2019-11-14           | 0 år och 159 dagar    |
| Zuzana Čaputová                    |      | Slovakien                    | President                             | 2019-06-15            | Nuvarande            | 5 år och 259 dagar    |
| Mette Frederiksen                  |      | Danmark                      | Statsminister                         | 2019-06-27            | Nuvarande            | 5 år och 247 dagar    |
| Sophie Wilmès                      |      | Belgien                      | Premiärminister                       | 2019-10-27            | 2020-10-01           | 0 år och 340 dagar    |
| Jeanine Áñez                       |      | Bolivia                      | President                             | 2019-11-12            | 2020-11-08           | 0 år och 362 dagar    |
| Sanna Marin                        |      | Finland                      | Statsminister                         | 2019-12-10            | 2023-06-20           | 3 år och 192 dagar    |
| Katerina Sakellaropoulou           |      | Grekland                     | President                             | 2020-03-13            | Nuvarande            | 4 år och 353 dagar    |
| Rose Christiane Ossouka Raponda    |      | Gabon                        | Premiärminister                       | 2020-07-16            | Nuvarande            | 4 år och 228 dagar    |
| Victoire Tomegah Dogbé             |      | Togo                         | Premiärminister                       | 2020-09-28            | Nuvarande            | 4 år och 154 dagar    |
| Ingrida Šimonytė                   |      | Litauen                      | Premiärminister                       | 2020-11-25            | Nuvarande            | 4 år och 96 dagar     |
| Maia Sandu                         |      | Moldavien                    | President                             | 2020-12-24            | Nuvarande            | 4 år och 67 dagar     |
| Kaja Kallas                        |      | Estland                      | Premiärminister                       | 2021-01-26            | 2024-07-23           | 3 år och 179 dagar    |
| Samia Suluhu                       |      | Tanzania                     | President                             | 2021-03-19            | Nuvarande            | 3 år och 347 dagar    |
| Vjosa Osmani                       |      | Kosovo                       | President                             | 2021-04-04            | Nuvarande            | 3 år och 331 dagar    |
| Naomi Mata'afa                     |      | Samoa                        | Premiärminister                       | 2021-05-24            | Nuvarande            | 3 år och 281 dagar    |
| Natalia Gavrilița                  |      | Moldavien                    | Premiärminister                       | 2021-08-06            | 2023-02-16           | 1 år och 194 dagar    |
| Najla Bouden                       |      | Tunisien                     | Premiärminister                       | 2021-10-11            | 2023-08-01           | 1 år och 294 dagar    |
| Sandra Mason                       |      | Barbados                     | President                             | 2021-11-30            | Nuvarande            | 3 år och 91 dagar     |
| Magdalena Andersson                |      | Sverige                      | Statsminister                         | 2021-11-30            | 2022-10-18           | 0 år och 322 dagar    |

## Sverige
Den 30 november 2021 tillträdde Magdalena Andersson som Sveriges första kvinnliga statsminister, efter att riksdagen hade valt henne dagen innan. Andersson hade dock blivit vald redan den 24 november men tvingats begära sitt entledigande samma dag – innan hon formellt tillträtt – efter att Miljöpartiet beslutat att lämna regeringen. Efter att högeroppositionen vunnit riksdagsvalet 2022 avgick Andersson 18 oktober 2022.
Före Andersson har det funnits flera kvinnliga kandidater till statsministerposten:
- 1995 – Mona Sahlin kandiderar som enda kandidat till att efterträda den dåvarande statsministern Ingvar Carlsson som partiledare för Socialdemokraterna. Efter den så kallade Tobleroneaffären drar Sahlin tillbaka sin kandidatur. Carlsson efterträds istället av Göran Persson som då också blev Sveriges statsminister.
- 2003 – Sveriges utrikesminister Anna Lindh mördas den 11 september. I dokumentären "Anna Lindh 1957-2003" av Tom Alandh från 2013 berättar Göran Persson att han hade tänkt att avgå på partikongressen 2004. Hans påtänkta och mest troliga efterträdare hade varit Lindh, som då hade blivit Sveriges första kvinnliga statsminister. Persson satt sedermera kvar som partiledare till efter valförlusten i riksdagsvalet 2006.[10]
- 2010 – År 2007 väljs Mona Sahlin som första kvinna till partiledare för Socialdemokraterna och leder partikoalitionen De rödgröna i riksdagsvalet 2010. Hon blir därmed den första kvinnliga statsministerkandidaten i ett riksdagsval. Valet vinns dock av Alliansen vilket leder till att Fredrik Reinfeldt får ytterligare en mandatperiod som Sveriges statsminister. Sahlin avgår som partiledare 2011.
- 2015 – Anna Kinberg Batra väljs till Moderaternas första kvinnliga partiledare. 2017 avgår Kinberg Batra efter låga opinionssiffror och intern kritik. Hon hann aldrig ställa upp i ett riksdagsval som statsministerkandidat.
- 2018 – Under regeringsbildningen efter valet 2018 får Centerpartiets partiledare Annie Lööf uppdraget att sondera förutsättningar för en ny regering av talmannen, efter att socialdemokraten Stefan Löfven och moderaten Ulf Kristersson misslyckats. En vecka senare ger Lööf upp sonderingsförsöken och i början av 2019 tillträder åter Löfven som statsminister men nu med stöd från Lööf. Fram till valet av Andersson hade ingen annan kvinnlig politiker formellt varit lika nära som Lööf att bli Sveriges statsminister.

Följande kvinnor har haft rollen som statsministerns ställföreträdare i Sverige: Lena Hjelm-Wallén, Mona Sahlin, Margareta Winberg, Marita Ulvskog, Laila Freivalds, Maud Olofsson, Margot Wallström och Ebba Busch..